# Linia kolejowa 12 Tatabánya – Oroszlány
Linia kolejowa Tatabánya – Oroszlány – drugorzędna linia kolejowa na Węgrzech. Jest to linia jednotorowa, w całości zelektryfikowana, sieć jest zasilana prądem przemiennym 25 kV 50 Hz.

## Historia
Linia została zelektryfikowana w 1965.